# Belle Plaine (Minnesota)
Belle Plaine – miasto w Stanach Zjednoczonych, w stanie Minnesota, w hrabstwie Scott.